# Падманатх Гохан Баруа
Падманатх Гохайн Баруа (ассам. পদ্মনাথ গোহাঞিবৰুৱা; 24 октября 1871 — 7 апреля 1946) — ассамский поэт, писатель, драматург, журналист, первый литературный пенсионер Ассама. Видный представитель ассамской литературы.

## Биография
Родился в деревне Накари (область северного Лакхимпура, Ассам). Здесь в 1879 году он получил начальное, а в 1884 году — среднее образование. В 1890 году поступил в Калькуттский университет. Во время учёбы стал членом Ассамского общества по развитию родного языка и организации ассамских студентов. В том же году вместе с Кришнапрасадом Дувара выдавал ассамсскоязычный ежемесячный журнал «Биджули».
Вследствие своих националистических убеждений (в других источниках — из-за болезни и потери ноги) не смог окончить обучение и получить степень бакалавра, вернулся в родной город в 1894 году.
На родине прилагал усилия к развитию ассамского языка. Вместе с Паниндранатхом Гого издал несколько учебников по ассамскому языку. После смерти последнего Баруа работал над учебниками по истории, географии, этике.
В 1901 году принимал участие в издательстве еженедельного издания «Ассам Банти», где размещал статьи о развитии родного языка и литературы. В 1906 году стал издавать журнал «Уша», который стал довольно влиятельным и популярным в Ассаме.
В 1917 году на 1-й сессии Ассам Сахитья Сабха (ассамского литературного совета) в Сивасагари был избран его президентом.